# Clases de física de Walter Lewin
Las Clases de física de Walter Lewin son un conjunto de tres cursos de física, video incluido, dados por Walter Lewin, profesor de física del MIT. En ellos, explica los fundamentos de la mecánica clásica, la electricidad, el magnetismo, las vibraciones, las ondas, así como aspectos introductorios a la astrofísica. Fue preparado en el Instituto Tecnológico de Massachusetts y ha sido seguido por más de cuatro millones de estudiantes, profesores y auto-didactas de todo el mundo.

## Introducción
Muchas de las clases de Walter Lewin han sido difundidas durante más de seis años por la cadena de televisión UWTV de Seattle, alcanzando audiencias de unos cuatro millones de personas. Durante quince años estuvo en la "Cable TV" del MIT ayudando a los estudiantes de primer curso con sus deberes semanales. Sus programas, que estaban en antena 24 horas al día, también eran vistos a menudo por estudiantes de los cursos superiores. Walter Lewin es el alma de PIVoT, un videocurso de mecánica clásica con un total de 53 horas de videoclips. Adicionalmente, sus 36 clases de Electricidad y Magnetismo y sus 23 clases de Vibraciones y Ondas pueden ser vistas en el web site de los cursos. Finalmente, sus clases especiales, dadas en el MIT, para profesores de física y estudiantes de secundaria pueden ser vistas en MIT World. Los tres grupos de clases en video están separados en mecánica clásica, electricidad y magnetismo, y vibraciones y ondas. Las clases en video están disponibles (gratis) en el MIT OpenCourseWare.

## Mecánica clásica
8.01 es un curso semestral de mecánica clásica, mecánica de fluidos y teoría cinética de gases, para estudiantes de primer año de física, impartido en el MIT. Además de conceptos básicos de la mecánica clásica, la mecánica de fluidos, y la teoría cinética de gases, este curso cubre otros variados e interesantes aspectos: estrellas binarias, estrellas de neutrones, agujeros negros, fenómenos de resonancia, instrumentos musicales, colapso gravitacional, supernovas, observaciones astronómicas llevadas a cabo desde globos aerostáticos a gran altura (clase número 35), y un vistazo al intrigante mundo cuántico.

## Electricidad y magnetismo
8.02 es un curso semestral de electromagnetismo, para estudiantes de primer año de física, impartido en el MIT. Las 36 clases en video, de electricidad y magnetismo, dadas por el profesor Walter Lewin, fueron grabadas en el MIT durante la primavera de 2002. El profesor Walter Lewin es muy conocido en el MIT por su estilo dinámico y carismático de dar clase.
Este curso incluye muchos aspectos, especialmente la teoría clásica del electromagnetismo. Además de los conceptos básicos de electromagnetismo, una inmensa variedad de asuntos interesantes son cubiertos en este curso: el rayo, el marcapasos, el tratamiento por electro-shock, el electrocardiograma, el detector de metales, los instrumentos musicales, la levitación magnética, el motor eléctrico, la radiocomunicación, la televisión, la superconductividad, la aurora polar, el arco iris, el radiotelescopio, el interferómetro, el acelerador de partículas, el espectrómetro de masas, el color rojo de la puesta de sol, el azul del cielo, los halos que circundan el sol y la luna, la percepción del color, el efecto Doppler, y la cosmología del Big Bang.

## Vibraciones y ondas
8.03 trata muchísimos aspectos de la física de las vibraciones y ondas. Dichos aspectos incluyen: vibraciones y ondas mecánicas, movimiento armónico simple, principio de superposición, vibraciones forzadas y resonancia, oscilaciones acopladas y modos normales, vibraciones en sistemas continuos, reflexión y refracción, velocidad de grupo y de fase, óptica, soluciones de las ecuaciones de Maxwell, polarización electromagnética, ley de Snell, interferencias, principio de Huygens, y difracción.
Además, de los aspectos tradicionales del estudio de las vibraciones y ondas mecánicas, los osciladores acoplados, y la radiación electromagnética, los estudiantes también pueden aprender conceptos sobre instrumentos musicales, el color rojo de la puesta de sol, las glorias, la corona solar, el arc≫ estrellas binarias de rayos X, las estrellas de neutrones, los agujeros negros y la cosmología del Big Bang.